# Dynamo
Dynamo — дебютный сольный студийный альбом, на английском языке, шведской певицы Хелены Юсефссон, выпущенный 27 февраля 2007 года.
Версия последнего сингла на французском языке, песня «Oublie notre amour KO» (Забудь о нашей любви, КО) была записана и выложена для прослушивания на MySpace певицы в июле 2009 года.

## История
Дебютный альбом Хелены Юсефссон вышел после того, как её шведская группа Sandy Mouche выпустила свой второй студийный альбом. На дебютной пластинке Юсефссон, по её собственному убеждению, звучит «темнее и более лично».
Пер Гессле, с которым Юсефссон работает с 2002 года, оказал артистке финансовую помощь в выпуске альбома, а также стал его продюсером (альбом также вышел при поддержке лейбла самого Гессле Capitol/EMI).

## Список композиций
1. Ghosts (3:25)
2. Never Never (my Dynamo) (3:18)
3. By Your Side (2:55)
4. The Moon Is A Grain Of Sand (3:37)
5. Waterlily Love (3:55)
6. Air-hostess (3:44)
7. Where Does The Unused Love Go? (3:51)
8. Into The Woods (3:45)
9. Sleepyhead (3:07)
10. Big Bad Wolf (4:05)
11. Meadow (3:51)
12. Pirate King (3:45)
13. Never Never (reprise) (1:51)

## Синглы
- «By your side» (29 ноября 2006)[3]
  1. By your side (2:55)
  2. Moon is a grain of sand (3:37)
- «Never Never (My Dynamo)» (14 февраля 2007)
  1. Never Never (My Dynamo)
  2. Fire
- «Where Does The Unused Love Go?» (28 мая 2007) — промосингл
  1. Where does the unused love go?
  2. Helena’s flamenco-teacher Ewa Flycht´s dancing on the instrumental chorus

## Видеоклипы
- By your side (2007)[3]

## Отзывы критиков
- Крупнейшая шведская газета «Aftonbladet» оценивает альбом на 3 из 5 и в своей рецензии пишет, что музыка на альбоме похожа на ту, как если бы дуэт «CocoRosie» вырос в сконских лиственных лесах. Также обозреватель Юна Сима пишет, что после выхода этой пластинки ожидает появления дуэта Юсефссон с Энтони из группы Antony and the Johnsons[4].
- Газета «Expressen» также оценивает альбом на 3 из 5. Музыкальный критик Андерс Нунстед отмечает «чистый голос» певицы, находит сходства в её творчестве с творчеством Пера Гессле и отсылкам к музыке 1960-70-х годов. Как и другие критики он видит параллели с творчеством Бьорк, альбомом «Life» группы The Cardigans, а также с музыкой группы Brainpool, чей основатель Кристофер Лундквист является коллегой Юсефссон по группе Пера Гессле и одновременно продюсером данного альбома[5].
- Гётеборгская газета «Göteborgs-Posten» публикует статью, посвящённую выходу дебютного альбома Юсефссон. Вновь упоминаются параллели с Бьюрк и Кейт Буш. Кроме того, обозреватель Магнус Васелл пишет о её работе с Пером Гессле и отмечает, что сольное творчество Юсефссон сильно отличается от того, что она делала с гитаристом Roxette[6].
- Шведская ежедневная газета «Svenska Dagbladet» называет альбом «шагом к её [Юсефссон] музыке, в котором сказочные флейты-пикколо, мечтательные струнные и искусственные синтезаторы закручены [в вихрь] неудержимо выразительным голосом»[2].
- В своей официальной рецензии на альбом, «Svenska Dagbladet» оценивает его на 4 балла. Кристин Лунделл сравнивает музыку с Бьорк и Кейт Буш и отмечает, что в стиле этих певиц Юсефссон поёт про лазание по деревьям, монстров под кроватью и встречи с королём пиратов[7].
- Ларс Тулин, обозреватель «Ystads Allehanda» точно также видит в этом альбоме параллели с творчеством Бьорк и Кейт Буш. Он отмечает, что ему не нравится «претенциозный замешанный поп Sandy Mouche, приправленный франкофильством» и он ожидал от сольного альбома Юсефссон чего-то другого. Тем не менее, сольное творчество певицы по мнению критика не далеко ушло от творчества её же группы, но в этом случае благодаря продюсеру Кристоферу Лундквисту диск приобрёл «игривый блеск», а «хрупкие и необычные песни очаровывают тени и сны». В заключении журналист называет диск «фантазией девчачьей комнаты с трендами симфонического рока» и признается, что он «очарован приведениями и феями»[8].
- «Kristianstadsbladet» оценивает альбом на 3 балла и отмечает, что у певицы «золотой голос». Отмечается, что альбом очень личный, но видны сильные влияния Бьорк, Кейт Буш и немного Дэвида Боуи[9].
- «Sundsvalls Tidning» оценивает альбом негативно. Отмечается, что у Хелены Юсефссон прекрасный и красивый голос, но когда она во всех песнях поёт о «брауни, волках, феях, всём этом золоте — вы действительно устаёте от этого сказочного мира»[10].